# III. sjezd KSČ
III. sjezd KSČ byl stranický sjezd Komunistické strany Československa konaný roku 1925.

## Dobové souvislosti a průběh sjezdu
Odehrával se ve dnech 26.–28. září 1925. Sjezdu dominovala otázka bolševizace strany. Do Ústředního výboru Komunistické strany Československa se poprvé dostal Klement Gottwald. Sjezd rovněž do KSČ přijal skupinu bývalých anarchokomunistů z Neodvislé socialistické strany dělnické (například Luisa Landová-Štychová nebo Bohuslav Vrbenský).
KSČ se v té době potýkala se silnými frakčními spory. V únoru 1925 došlo k vyloučení pravicové skupiny okolo Josefa Bubníka (tzv. bubnikiáda), který požadoval větší samostatnost KSČ na směrnicích Kominterny. Bubník KSČ opustil a založil Neodvislou stranu komunistickou v Československu (ta ovšem nezískala významnější podporu voličů). Sjezd konstatoval neúspěch projektu bolševizace KSČ. Vůči bolševizaci, tedy proměně v radikální revoluční stranu, se zdrženlivě stavěli i centristicky orientovaní předáci KSČ jako Bohumír Šmeral a Antonín Zápotocký, protože znamenala rozvrat jejich koncepce KSČ coby masové strany. Vzhledem k tlaku Kominterny ovšem byla oficiálně bolševizace vyhlášena za stranický cíl. Reakcí byl odchod mnoha členů a jejich návrat do Československé sociálně demokratické strany dělnické, z níž se KSČ původně v letech 1920–1921 vydělila.